# Île Petite Grenade
Île Petite Grenade är en obebodd ö i Martinique. Den ligger i den sydöstra delen av Martinique, 26 km öster om huvudstaden Fort-de-France. Arean är 0,15 kvadratkilometer.